# Colchicum asteranthum
Colchicum asteranthum är en tidlöseväxtart som beskrevs av Vassiliades och K.M.Perss. Colchicum asteranthum ingår i släktet tidlösor, och familjen tidlöseväxter. Inga underarter finns listade i Catalogue of Life.